# 东北官话
东北官话，俗称东北话，是通行于中国东北（黑龍江省、吉林省、遼寧省东北部、内蒙古自治区呼伦贝尔市、兴安盟、通辽市和河北秦皇岛市）的一种官话方言。根据《中国语言地图集》（2008版）的调查，中国大陆的东北官话使用者约为9802万人。

## 语音
东北官话拥有官话方言的所有共同特征，如
1. 古微母字今不读双唇音声母 m- [3]
2. 古日母字今不读鼻音声母 ȵ- 或 n- 等 [4]
3. 古浊上字一分为二，次浊上字随清上字走，全浊上字随去声字走 [5]
4. 无 -m 尾韵 [6]

### 声调
在东北官话中，古入声的清音声母字如今分别归入阴平、阳平、上声和去声，且分布规律并不明显，这一点与北京官话颇为相似。然而，东北官话中古清音入声字演变为上声的比例远高于北京官话；同时，全浊入声字大多转为阳平，次浊入声字则多转为去声，因此东北官话比北京官话更接近元代《中原音韵》中“入派三声”的特征。东北官话的四声调值与北京官话相近，但阴平的调值略低（北京官话为55，而东北官话为44或33）。此外，北京作为首都的特殊地位（事实上这是主要原因）进一步所谓地“凸显了两者的差异”。因此，《中国语言地图集》将东北官话单独划为一区。

### 声母
东北官话在声母上的最大特征是[ʈ͡ʂ ʈ͡ʂʰ ʂ]与[t͡s t͡sʰ s]（即汉语拼音翘舌的zh ch sh与平舌的z c s）相混，这也是东北官话内部分区的重要依据，有的全读[t͡s t͡sʰ s]（梅溪小片），有的全读[ʈ͡ʂ ʈ͡ʂʰ ʂ]（肇扶小片），有的自由变读（蛟宁小片）。
东北官话中塞音、塞擦音声母的送气与否，与北京官话不一致。北京官话读不送气声母而东北官话读送气声母的例子有：“麻痹、同胞、蝴蝶、哺乳、一朵花”等；相反，北京官话送气而东北官话不送气的例子有：“优惠券、活泼、湖泊”等。
东北官话的大部分地区没有/ʐ/声母（即汉语拼音裡的r），普通话裡发/ʐ/声母的字东北官话一般读零声母或/j/（即汉语拼音裡的“y”）音（例：如“肉”读作“yòu”，“柔”读作“yóu”，“人”读作“yín”，“软”读作“yuǎn”）或"l"（“如”读作“lú”，“瑞”读作“luì”）。生活在吉林东部地区的多数老年人会将r的音发为y，而年轻人则由于普通话的影响这种现象在逐步消退。
哈阜片东北官话会将零声母汉字如a (阿)、 ai （爱）、 an（安）、 ang（昂）、 ao（奥）的发音前面加上声母“n”（例：如“摁”读作“nèn”，“矮”读做“nǎi”，“鹅”读作“né”）。

### 韵母
北京官话跟双唇音声母（即汉语拼音b p m f）相拼的[o]韵，东北官话都读[ɤ]韵，与“哥”、“河”韵母相同。
韵母ian和üan的a读作[æ]（标准普通话为[ɛ]或[e]）。

### 儿化
东北官话与北京官话相比有更为明显且频繁的儿化音现象。
比如：北京官话“超市”在沈阳一带会念做“超市儿”。

## 词汇
由於中國東北地區是滿族的發源地，而且曾先後成為俄羅斯帝國及大日本帝國（滿洲國）的勢力範圍，东北官话有来自满语、俄语和日语的少量词汇：
借自满语的词汇：
哈拉巴（满语：ᡥᠠᠯᠪᠠ）—— 动物的肩胛骨
嘎拉哈（满语：ᡤᠠᠴᡠᡥᠠ）——动物的膝关节（尤指猪、羊、鹿等偶蹄目动物）
嘞嘞（满语：ᠯᡝᡠᠯᡝᠮᠪᡳ，原意为“谈论”）——不停地说废话，啰嗦
狠哆（满语：ᡭᡝᠨᡩᡠᠮᠪᡳ，原意为“讲说”）——说（斥责意）、叱责、训斥
哈喇（满语：ᡭᠠᡵ ᠰᡝᠮᡝ，原意为“刺鼻”）——油脂酸败的气味

#### 借自俄语的词汇：[13]
|  | 裂巴(或/黑列（咧）巴/)（俄语：Хлеб） | —— | 俄式面包                            |
|  | 卜留克 (俄语：Брюква)                  | —— | 芜菁甘蓝                            |
|  | 马神（俄语：Машина）                   | —— | 机器                                |
|  | 喂的箩(俄语：Ведро)                   | —— | 水桶                                |
|  | 巴篱子(俄语：Полиция)                   | —— | 监狱，俄语原意为警察,后误传为监狱。 |

#### 借自日语的词汇
|  | 马胡陆/马胡陆旋子/马胡陆子（日语：マンホール） | —— | 下水道口（其日语源于英语manhole一词）                          |
|  | 便所（日语：べんじょ）                       | —— | 厕所（此词在台湾亦以台灣閩南語、台灣客家語「便所」之發音表達） |
|  | 味素 （日语：あじのもと）                      | —— | 味精（源自日本味精品牌“味之素”）                               |
|  | 嘎嘶（轻声）（日语：ガス(瓦斯)）罐             | —— | 燃气罐（其日语源于英语gas一词）                                |
|  | 通勤                                 | —— | 去上班，或作为“通勤车”的简称，指去上班时所坐的公共交通工具     |

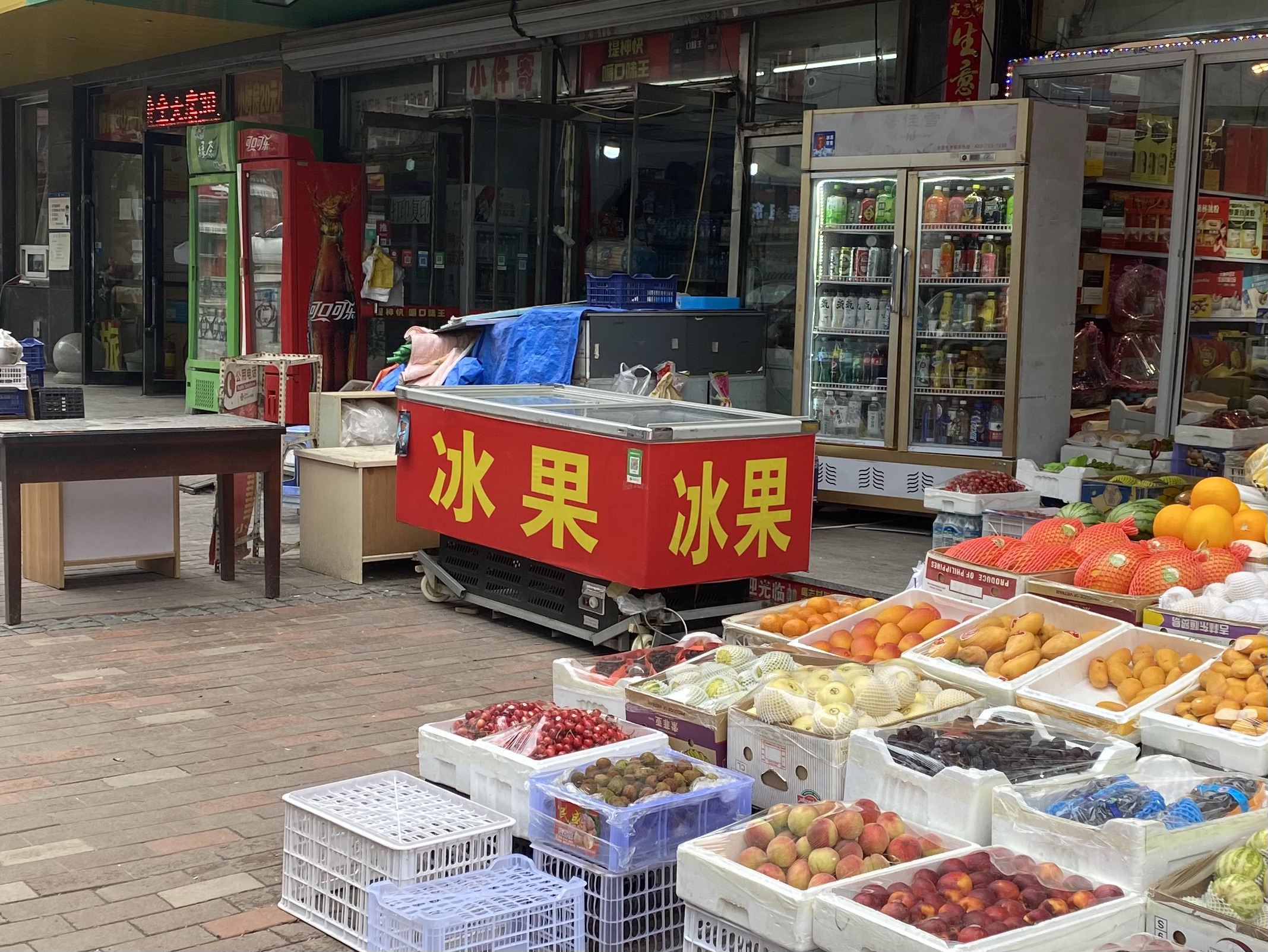
鞍山市一个卖冰棍的水果超市。注意使用的词汇是“冰果”而不是汉语更常用的“冰棍”、“雪糕”等。

也有少部分地区拥有自己的特殊词汇，如沈阳市、鞍山市等地会使用“冰果”（源自日语氷菓）表示雪糕等冰点。“炒冰果”则指“炒冰”。

#### 特有词汇
粗体字表示重音音节。
- 整 = 泛指动词（做/弄/办…）。类似英文「do」。
  - 咋整 = 怎么办。
- 噶哈呢（gà há ne） = “干啥呢”的讹音。干什么呢/做什么呢（需要注意的是，这里的“há”音不可单独使用，仅在组成“干啥”时使用，如：“这（是）啥”中的“啥”读“shá”）。
- 啥玩儿楞 = 什么/这是什么。
- 咋地 = 怎么了。
- 白话（bái huo） = 说谎，或是形容人说话滔滔不绝。
- 旮瘩 = 地方（犄角旮旯）。
- 嘎儿嘎儿（gár gár） = 特别，非常（例：嘎嘎新——特别新）。
- 撂挑子、撂担子 = 不干了（原意指在用扁担挑东西的路上放弃了）。
- 贼（加形容词) = 特别（加同上的形容词）。
- 好使 = 好用，也可以用来表示同意。
- 张罗（zhāng lou） = 联系，准备。
- 折腾（zhē teng） = 形容忙里忙外的样子（例：这一上午给我折腾的不行了。）。
- 摔（zhuāi）。
- 撞（chuàng）。
- 学（xiáo）。
- 取（qiǔ）。
- 街（gāi） = 街，镇。“上街里”指从村去镇中心。
- 个个（gè gě） = 自己。
- 别（biè） = 撬。
- 了了（lē le） = 形容一直在说话，而且时间很长让大家感到厌烦。
- 嘚嘚 （dē de） = 形容一直在说话，而且时间很长让大家感到厌烦。
- 不儿道 = 不知道（省略知字音）。
- 搁（ gáo 或 gāo，或者gē或gě） = 某物放在哪里，如果前面加人称则代表某人在某地。
- 奔儿头（读bēr tóu，也有作bér lou tóu的） = 脑门。
- 马路牙子 = （道路的）缘石。
- 卡 = 磕，摔。
- 卡了 = 摔倒了。
- 突撸皮 = 破皮（指皮肤破了）。
- 膊棱盖儿（bǒ leng gàr） = 膝盖。
- 得瑟/得馊（dè se/dè sou） = 炫耀（贬义）。
- 乌了八秃 = 不光亮。
- 扯犊子 = 吹牛，说大话；一说指撒谎。
- 滚犊子 = 滚蛋。
- 连轴转 = 长时间工作。
- 毛愣三光 = 形容人做事毛毛躁躁。
- 嘶嘶哈哈 = 形容天气很冷（人在外被冻着了）。
- 急头歪（掰）脸 = 形容说话态度很差。
- 稀（xí）里马哈 = 做事大意。
- 扒瞎 = 撒谎（又有对某人不知所措的样子的嘲讽）。
- 一整（就）... = 总是...
- 唠嗑儿（làor kē(r)） = 聊天。
- 苞米 = 玉米。
- 海了 老了  = 表示事/物很多。
- 砢碜 = 难看。
- 出洋相 = 丢脸。
- 屋脊六兽/五脊六兽（wú jī liū shoù） = 无所事事，百无聊赖。
- 哼道（hēn dao） = 斥责，可能来自满语动词hendumbi（讲述）。
- 嗤儿哒（cēr de） = 斥责。
- 谁（séi）道了 = 都不知道
- 提溜算卦 = 携带很多东西状。
- 跟头把式 = 走路不稳的样子，多用于形容小孩或醉酒的人。
- 乌漆八黑 = 形容晚上黑的什么也看不见。
- 扒犟眼儿 = 执着、倔强。
- 又头儿 = 软乎乎。
- 呜了嚎风 = 形容人崩溃、大喊咆哮的样子。
- 作妖儿 = 搞怪。
- 嘁嘁喳喳 = 轻声唠嗑（一般用作贬义）。
- 计个（浪） = 吵架。
- 吵吵（chāo chao） = 吵架（源自“吵吵闹闹”）。
- 尿性（niào xing） = 形容人指这个人聪明，有骨气，而形容物品则表示这个物品制作的巧妙。
- 虎 彪（傻 莽撞）嘚（der）得喝的，虎了吧唧，你彪啊。
- 包圆儿/包了（liǎo） = 把余下的东西或事务都要了或都揽过来。
- 皮（pīer）儿片（piàr）儿 = 主要形容房间不整洁，东西摆放比较凌乱。
- 秀咪(秀气) = 腼腆，拘束。
- 界壁儿 = 邻居，指隔着一堵墙的邻居。
- 老蒯 = 老伴，用于男称女方时。
- 远点閃（山三声）子 = 一边去（类似于哪里凉快去哪里，多为不耐烦）。
- 边儿拉去（bíar lǎ qǜ） = 一边去（类似于哪里凉快去哪里，多为不耐烦）。
- 洼（wà）蓝洼（wà）蓝的 = 蓝色（表强调）。
- 焦黄焦黄的 = 黄色（表强调）。
- 通（四声）红通红的 = 红色（表强调）。
- 刷（或“煞”）白 = 白色（表强调）。
- 雀黑雀黑的 或者 去儿黑去儿黑的 = 黑色。
- 花里胡哨的 = 五颜六色。
- 破马张飞 = 形容人行事鲁莽。
- 稀里咣当 = 不粘稠。
- 客（读qiě） = 客人，如「家里来客了」。
- 雀（读qiǎo），指麻雀等鸟类，如「家雀儿」。
- 暖和（暖读nǎo）。
- 棉袄（袄读nǎo）。
- 啥前儿 = 什么时候。
- 定嘎巴（dìng gá ba） = 伤口结痂。
- 舞舞喧喧 = 和得瑟近义，指一个人不正经，不沉稳。
- 滴溜 = 指用手拿着什么东西，例如，滴溜一个袋子。
- 油坯 = 芝麻酱。
- 墨迹 = 磨蹭。
- 解开(gǎi kāi) = 解开。
- 抹拭(mā shi) = 擦。
- 挺 = 很。
- 刀个（dao ge）= 等一会。
- 电褥（yǜ）子= 电热毯。
- 荡害=碍事。
- 隔路（样的）= 异样的，不一样的。
- 得么印（yiè）儿的 = 故意的。
- 尾（yǐ）巴根子 = 尾巴骨。
- 胯骨轴子 = 胯骨。
- 皴（cun）= 洗澡时搓下来的泥。
- 吭呲瘪肚= 说话不流利结结巴巴的。
- 起了（le）咔嚓 = 形容说话，办事干脆利索。
- 混（huí）儿画的 = 某一物体表面脏。
- 埋汰 = 脏。
- 当（dāng）街（gāi）= 院子外的马路。
- 外地下/外屋地 = 厨房。
- 土喽卡子（zi）= 土块。
- 别（biě）盖 = 蟑螂。
- 蝴蝶（tiě）=蝴蝶。
- 一抹（mà）（颜色）= 都是……色的。
- 开开 = 打开
- 电棒 = 手电筒。
- 转圈 = 周围。
- 啥前儿（shá qiár） = 什么时候。
- 早先 = 以前。
- 卖呆儿 = 凑热闹；发愣。
- 扑棱蛾子 = 可以指代所有会飞的蛾子
- 叽歪 = 磨磨唧唧的纠缠
- 埋了咕汰、埋了吧汰、埋汰 = 脏、不干净

## 分区
根據《中國語言地圖集》，共分为吉瀋片、哈阜片、黑松片三个片区。
- 吉瀋片：北京官話中的零聲母開口呼字，均讀作零聲母。分布在辽宁省東北部、吉林省東部和黑龙江省東南部，共52个县市。
  - 梅溪小片：
    - 辽宁：沈阳、西丰、开原、清原、新宾、法库、调兵山、抚顺市、抚顺县、本溪市、本溪满族自治县、辽中、辽阳市、辽阳县、灯塔、鞍山、海城、凤城、铁岭市、铁岭县
    - 吉林：柳河、梅河口、靖宇、安图、抚松

  - 蛟宁小片：
    - 吉林：吉林、蛟河、舒兰、桦甸、敦化、永吉
    - 黑龙江：宁安、东宁、穆棱、绥芬河、海林、尚志、鸡东、鸡西

  - 延吉小片：
    - 吉林：延吉、龙井、图们、汪清、和龙、珲春。

- 哈阜片：北京官話中的零聲母開口呼字，均讀作/n/。分布在辽宁省西部、吉林省西部、黑龙江省西南部，以及内蒙古自治区通遼市、興安盟等地，共67个县市。
  - 长锦小片：
    - 辽宁：阜新市、阜新蒙古族自治县、昌图、康平、彰武、新民、黑山、台安、盘山、盘锦、大洼、北镇、义县、北票、绥中、锦州、葫芦岛、兴城、凌海
    - 河北：秦皇岛山海关区、秦皇岛海港区
    - 吉林：长春、榆树、农安、德惠、九台、磐石、辉南、东丰、伊通、东辽、辽源、公主岭、双阳、四平、梨树、双辽、长岭、乾安、通榆、洮南、白城、镇赉
    - 内蒙古：通辽、乌兰浩特、阿尔山、突泉、扎赉特旗、科尔沁右翼前旗

  - 肇扶小片：
    - 吉林省：松原、扶余、前郭尔罗斯、大安
    - 黑龙江省：哈尔滨、阿城、庆安、木兰、方正、延寿、宾县、巴彦、呼兰、五常、双城、肇源、肇州、肇东、安达

- 黑松片：北京官話中的零聲母開口呼字，部分讀作零聲母，部分讀作/ŋ/[需要解释]。主要分布在黑龙江省和内蒙古自治区呼倫貝爾市，共67个县市旗。
  - 佳富小片：
    - 黑龙江：伊春、鹤岗、汤原、佳木斯、依兰、萝北、绥滨、同江、抚远、富锦、饶河、宝清、集贤、双鸭山、桦川、桦南、勃利、七台河、密山、林口、牡丹江、友谊

  - 嫩克小片：
    - 黑龙江：嫩江、黑河、讷河、富裕、林甸、甘南、龙江、泰来、杜尔伯特、大庆、绥棱、铁力、五大连池、北安、克山、克东、依安、拜泉、明水、青冈、望奎、海伦、通河、塔河、漠河、呼玛、孙吴、逊克、嘉荫、绥化、兰西、齐齐哈尔
    - 内蒙古自治区：满洲里、呼伦贝尔（海拉尔、扎兰屯、牙克石、陈巴尔虎旗、鄂温克族自治旗、莫力达瓦达斡尔族自治旗、阿荣旗、鄂伦春自治旗、根河、额尔古纳等）

  - 站话小片：
    - 黑龙江：肇源、肇州、林甸、齐齐哈尔、富裕、讷河、塔河、嫩江、呼玛、黑河、漠河